# Доктор Анимато
Доктор Алойзиъс Джеймс Анимато (на английски: Doctor Aloysius James Animo), познат още и като ДиВойд (D'Void) е измислен персонаж, злодей на едноименния герой в Бен 10, както и в продълженията му. Той е луд учен, който се занимава с генетика на животни. Създател е на Трансмутатора-уред, който превръща животните в мутанти. Първата му поява е в епизода „Вашингтон, окръг Колумбия“ (Washington B.C.). Озвучава се от Дуайт Шултц.